# Adriana Sklenarikova
Adriana Sklenaříková (Brezno 17 de septiembre de 1971) es una modelo eslovaca y francesa.

## Biografía

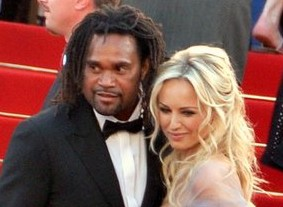
Adriana con el futbolista Christian Karembeu, año 2010.

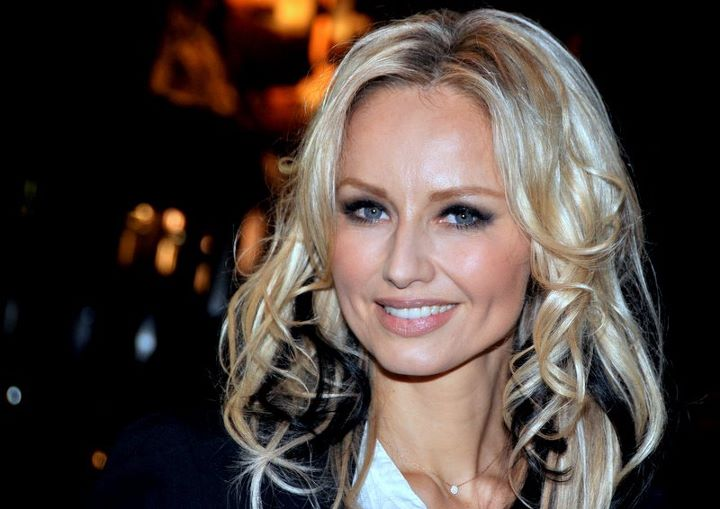
Adriana Sklenaříková en el año 2012.

Sklenaříková nació en Brezno, una ciudad de Eslovaquia central. Inició estudios de medicina en Praga, pero los abandonó para convertirse en modelo. 
En 1998 se casó con el exjugador de fútbol neocaledonio Christian Karembeu, del que tomó su apellido, se separaron en 2011.
En 2014 Adriana se casó con el empresario armenio Aram Ohanian con quien estaba comprometida desde 2011;
en agosto de 2018 la modelo se convirtió en mamá de una niña llamada Nina. En diciembre de 2022, Sklenaříkova anunció su segundo divorcio de su esposo empresario.

## Carrera profesional
Adquirió fama en el mundo de la moda por ser considerada la modelo con las piernas más largas del mundo. En 2006 fue elegida la mujer más sexy del mundo por la revista FHM. En el otoño de 2007, presentó y fue presidenta del jurado en un reality show para el canal M6 francés, en el que promovían y sentaban las bases de futuras jóvenes modelos. En 2008 apareció en la película Astérix en los Juegos Olímpicos. En los Estados Unidos, llegó a desfilar para la firma Victoria's Secret.